# The Last Kingdom : Sept rois doivent mourir
Série
The Last Kingdom
(2015-2022)
Pour plus de détails, voir Fiche technique et Distribution.
The Last Kingdom : Sept rois doivent mourir (The Last Kingdom: Seven Kings Must Die) est un film britannique réalisé par Edward Bazalgette (en) et sorti en 2023 sur Netflix. Il s'agit d'une adaptation des romans historiques Les Histoires saxonnes de Bernard Cornwell. Ce film fait suite et conclut la série télévisée The Last Kingdom (2015-2022).

## Synopsis
Anlaf, un roi viking d'Irlande, arrive en Northumbrie avec son armée, après avoir appris qu'Édouard est gravement malade. Le roi des Anglo-Saxons meurt peu après, laissant derrière lui trois fils, dont aucun n'a été nommé comme son Ætheling. Lady Eadgifu et le plus jeune fils Edmund s'enfuient à Bebbanburg, où réside un ancien allié d'Édouard, Uhtred. Bien que retiré, Uhtred est informé que le fils aîné d'Édouard, Æthelstan, attaquera probablement son jeune demi-frère Ælfweard et envisage de l'arrêter. Avant le départ d'Uhtred, Ingrith prophétise que « sept rois doivent mourir » avant que l'Angleterre soit unie.

## Fiche technique
Sauf indication contraire, les informations mentionnées dans cette section peuvent être confirmées par la base de données cinématographiques IMDb,  présente dans la section « Liens externes ».
- Titre original : The Last Kingdom: Seven Kings Must Die
- Titre français : The Last Kingdom : Sept rois doivent mourir
- Réalisation : Edward Bazalgette
- Scénario : Martha Hillier, d'après Les Histoires saxonnes de Bernard Cornwell
- Musique : Eivør Pálsdóttir, John Lunn et Danny Saul
- Décors : Dominic Hyman
- Costumes : Luciano Capozzi
- Photographie : Luke Bryant
- Montage : Adam Green
- Production : Mat Chaplin, Nigel Marchant et Gareth Neame

Producteurs délégués : Alexander Dreymon, Martha Hillier et David O'Donoghue
- Société de production : Carnival Films
- Sociétés de distribution : Netflix, NBCUniversal Global Distribution
- Budget : n/a
- Pays de production :  Royaume-Uni
- Langue originale : anglais
- Format : couleur
- Genre : drame historique et aventures[1],[2],[3],[4],[5]
- Durée : 111 minutes
- Date de sortie[6] : 14 avril 2023 (sur Netflix)
- Classification[7] :
  - États-Unis : TV-MA
  - France : interdit aux moins de 16 ans

## Distribution
- Alexander Dreymon (VF : Damien Ferrette) : Uhtred de Bebbanburg
- Harry Gilby (VF : Thomas Sagols) : Æthelstan, fils du roi Édouard
- Mark Rowley (VF : Loïc Guingand) : Finan, guerrier irlandais
- Arnas Fedaravicius (VF : Benjamin Bollen) : Sihtric, guerrier danois
- Cavan Clerkin (VF : Éric Marchal) : le Père Pyrlig
- James Northcote : Aldhelm, Housecarl d'Aethelstan
- Laurie Davidson (VF : Jim Redler) : Ingilmundr, conseiller d'Aethelstan
- Elaine Cassidy (VF : Marie Diot) : Lady Eadgifu, 3e femme du roi Édouard et mère d'Edmund
- Ross Anderson : Domnal, prince d'Alba
- Ilona Chevakova : Ingrith, femme de Finan
- Jacob Dudman (VF : Aurélien Raynal) : Osbert, fils d'Uhtred
- Rod Hallett : Constantin, roi du royaume d'Alba
- Ewan Horrocks (VF : Anthony Carter) : Ælfweard, fils du roi Édouard
- Steffan Rhodri : Hywel Dda, roi de Deheubarth
- Pekka Strang (VF : Axel Kiener) : Anlaf, roi viking du Royaume de Dublin
- Ingrid García-Jonsson : Brand, guerrière-fauve danoise
- Agnes Born : Astrid, fille d'Anlaf
- Zak Sutcliffe (VF : Tom Trouffier) : Edmund, fils du roi Édouard et d'Eadgifu
- John Buick : Owain, roi du Strathclyde
- Emily Cox : Brida
- Jeppe Beck Laursen : Haesten, guerrier danois
- Magnus Samuelsson : Clapa, guerrier
- Peter Gantzler : Earl Ragnar, père d'Uhtred

 Source et légende : version française (VF) sur RS Doublage

## Production

### Genèse et développement
Le producteur Nigel Marchant révèle qu'un film a été envisagé après le lancement de la 4e saison de The Last Kingdom en avril 2020. En octobre 2021, peu avant la diffusion de la saison 5, prévue pour 2022, un long métrage est annoncé lors de la MCM London Comic Con (en) par l'acteur Alexander Dreymon, qui officie également comme producteur délégué en plus d'incarner Uhtred. Le titre de travail Seven Kings Must Die est annoncé. Il est ensuite précisé que l'intrigue suivra les événements de la série qui se sont déroulés sur une période d'environ 45 ans à partir de 866 en se concentrant sur le royaume de Wessex et les incursions vikings en Angleterre.
Le scénario du film est écrit par Martha Hillier. La réalisation est confiée à Edward Bazalgette (en), qui avait réalisé plusieurs épisodes de la série. La société Carnival Films produit le film qui est distribué par NBCUniversal International Distribution.
Le tournage débute à Budapest en janvier 2022 et s'achève en mars de la même année ,,.

## Accueil
Sur l’agrégateur de critiques Rotten Tomatoes, le film obtient 88% d'avis favorables pour 16 critiques et une note moyenne de 7,1⁄10. Sur Metacritic, qui utilise une moyenne pondérée, le film obtient une note de 48⁄100 pour 6 critiques.